# Spio singularis
Spio singularis är en ringmaskart som beskrevs av Blake och Kudenov 1978. Spio singularis ingår i släktet Spio och familjen Spionidae. Inga underarter finns listade i Catalogue of Life.